# Fogdön

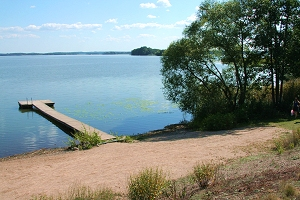
En av de tre badplatserna på Fogdön.

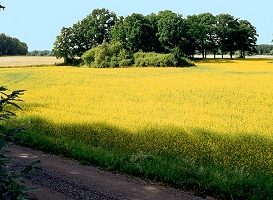
Jordbruksmark med ekhage på Fogdön.

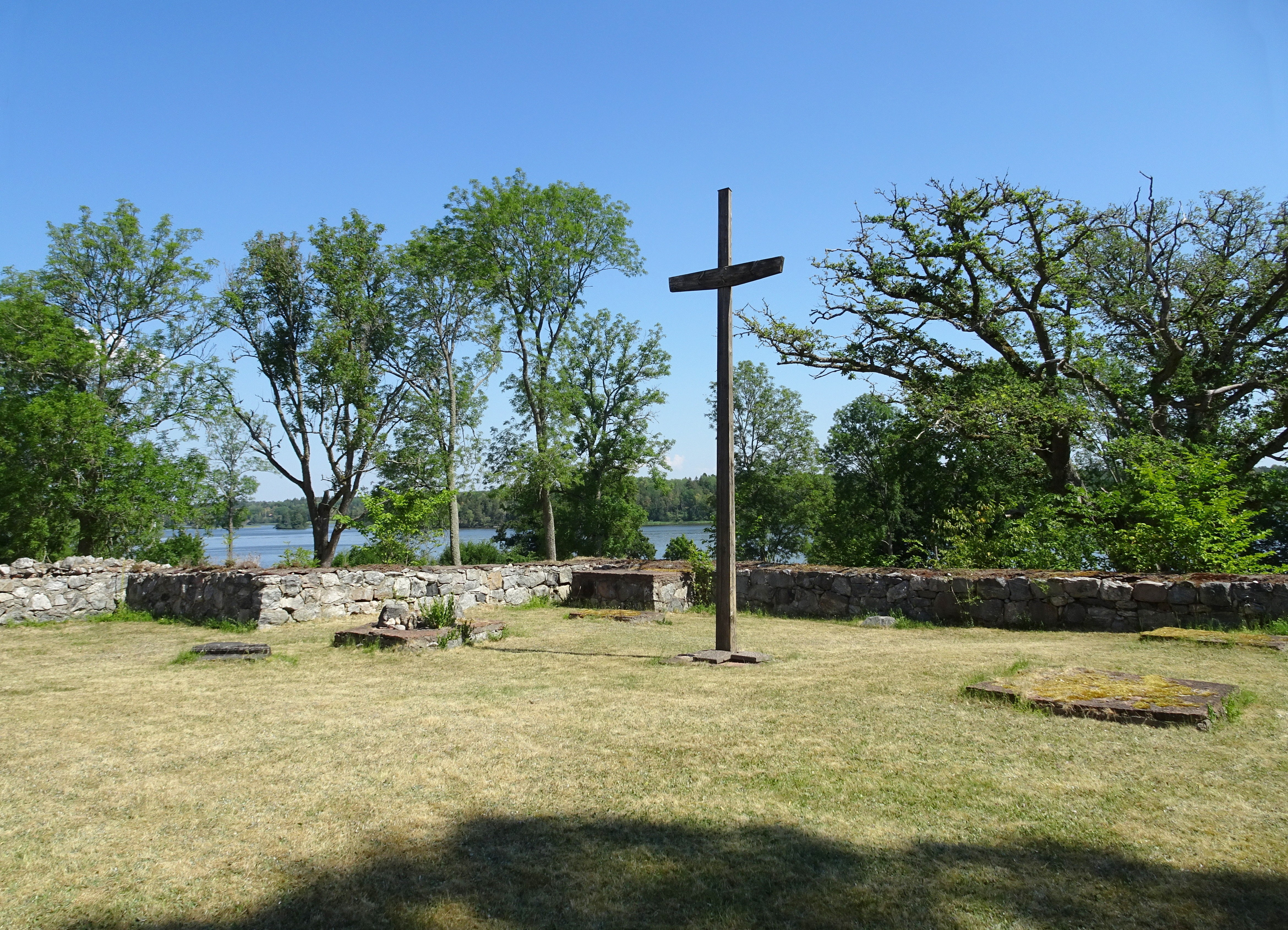
Vårfruberga klosterruin, 2018.

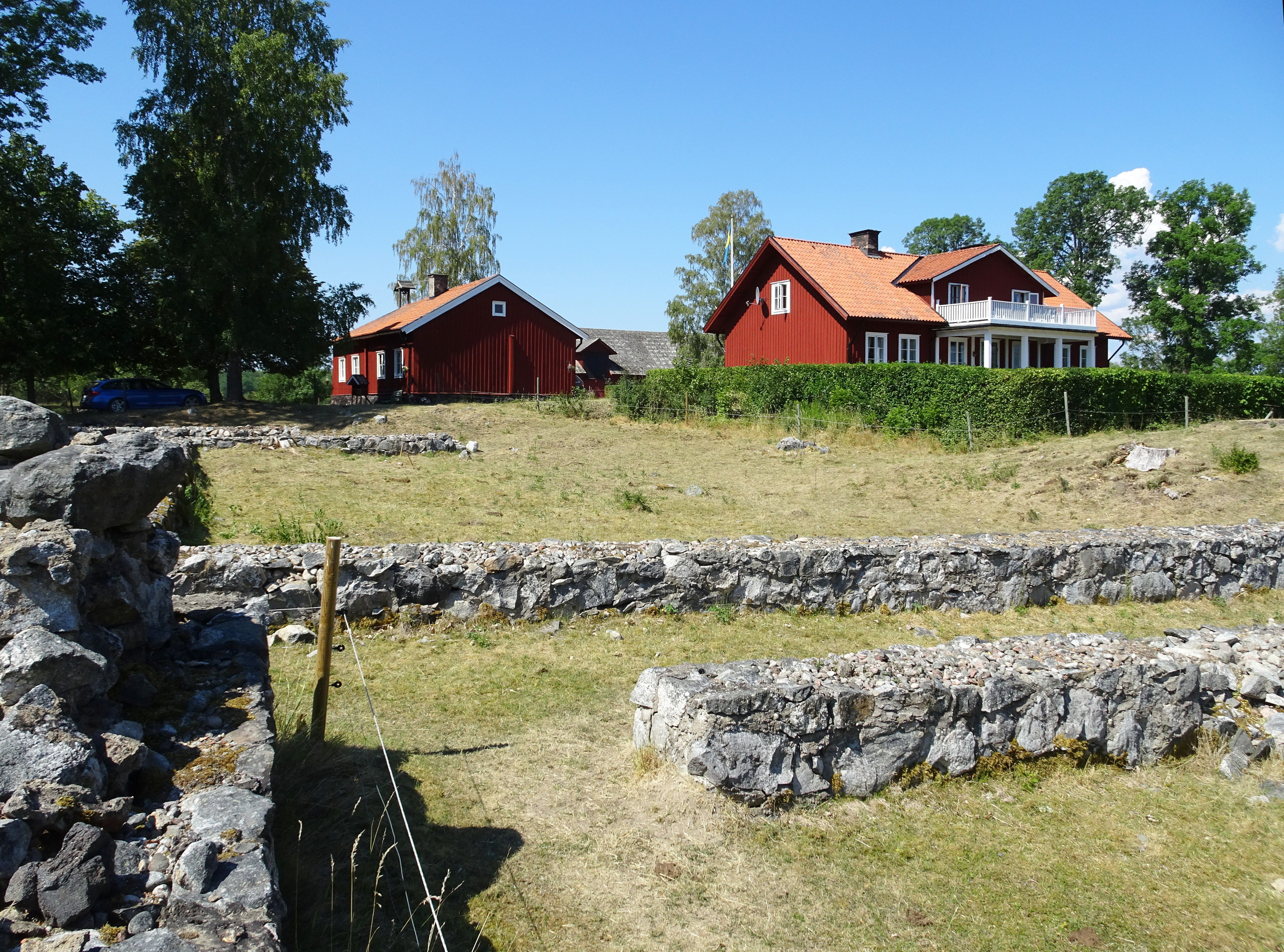
Kungsbergs mangård med Vårfruberga klosterruin i förgrunden, juli 2018.

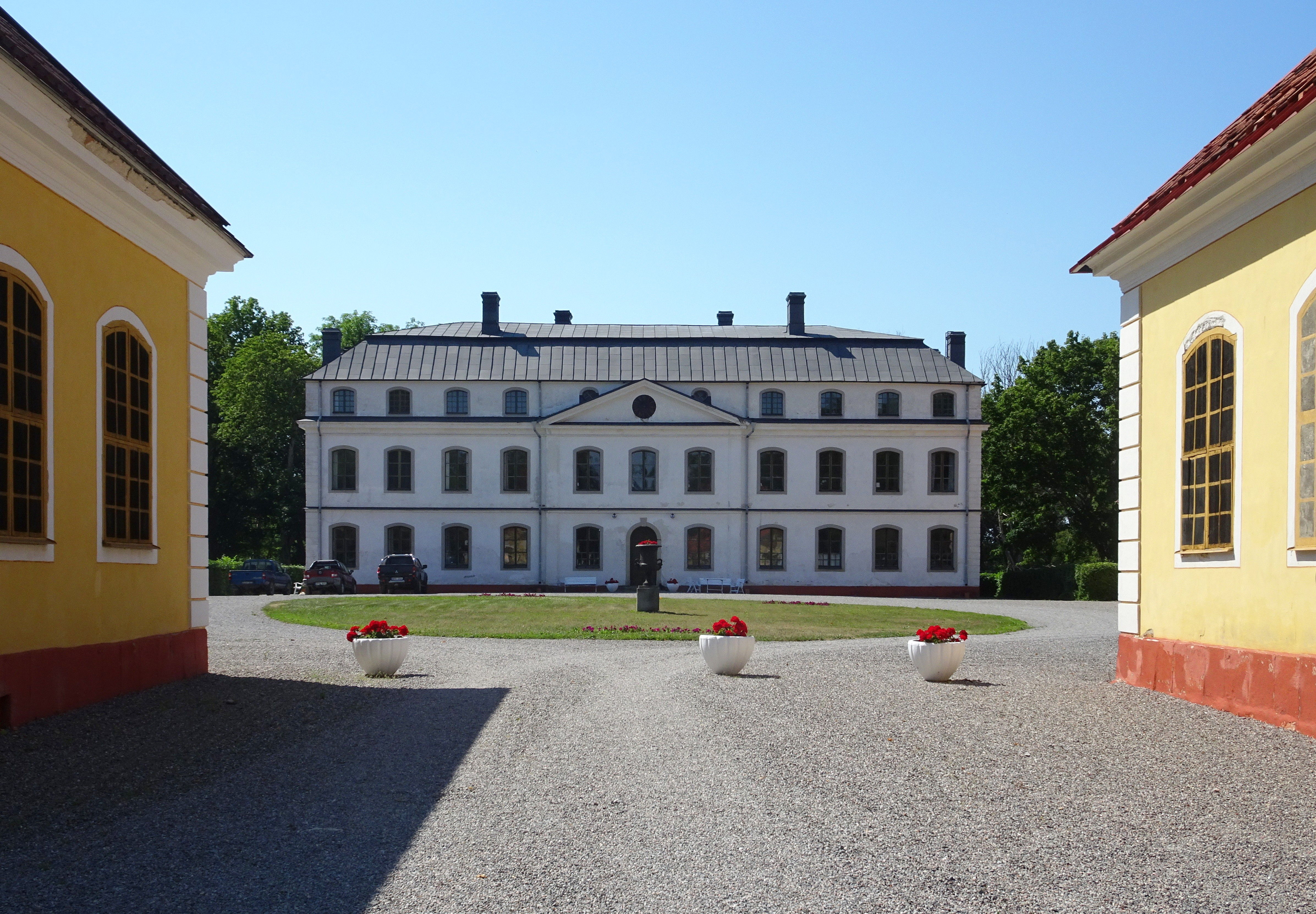
Bergshammar.

Fogdön är en halvö i sjön Mälaren och utgör en del av Strängnäs kommun i Södermanland. Här förekommer också namnet Vårfruberga, som syftar på Jesu moder Maria (vår fru). Redan på 1200-talet fanns Vårfruberga kloster på Fogdön. År 1952 bildades Vårfruberga landskommun som bestod av Fogdöns tre kyrksocknar (Vansö, Fogdö, Helgarö) samt Härads kyrksocken. År 1971 sammanfördes Vårfruberga landskommun med nuvarande Strängnäs kommun. Det snart 1000-åriga namnet Vårfruberga finns fortfarande kvar i kyrkans organisation och i namnet på den nya friskolan m.m.    

## Geografi
Fogdön, som är cirka 6 x 15 km stor, omges på tre sidor av Mälarens vatten och avgränsas från fastlandet i söder av en långsmal våtmark, tidigare ett smalt sund som kallades Eldsundet. Naturen består till stor del av öppna landskap med jordbruk, avbrutet av mindre barr- och lövskogsområden samt några låga berg i dagen.
Namnet Fogdön kan ha sitt ursprung i ordet "foder" dvs. att det gick bra att odla foder här, till kor och hästar. En annan sorts djur, fåglar, är en attraktion kring viken Sörfjärden som finns på västra sidan av Fogdön. Sörfjärden har vassbevuxna stränder med naturreservat, fågelskyddsområde och en ornitologisk station som tar emot besökare.

## Bebyggelse, företagsamhet, fritid
Fogdöns bebyggelse är blandad med friliggande gårdar, fyra större herrgårdar, några sammanhängande byar, sommarstugeområden och tre kyrkor. De största sammanhängande byarna på Fogdön är Vansö, Lundby, Bärby och Åsby. Här finns också lanthandel, gårdsbutiker, skola, skolmuseum (ett av Södermanlands första skolhus byggt 1800), idrottsförening, golfklubb, hembygdsförening, äldreboende och ett antal aktiva jordbruk och annan företagsamhet. 
Det finns tre mindre badplatser med sand och bryggor på Fogdön. Fogdö pilgrimsled med tre olika etapper korsar halvön. Till de främsta sevärdheterna hör Vårfruberga klosterruin. 

## Historia
Fogdön befolkades tidigt och här finns lämningar efter fornborgar vid Rällinge, Karleby och Stenby samt ett antal gravfält och runstenar. Vid Kråktorp, 2 km öster om Fogdö kyrka, är den så kallade Ingjaldshögen belägen. Den är cirka 4 meter hög och 30 meter i diameter och namngiven efter sagokungen Ingjald Illråde som enligt sägnen ska vara gravlagd här.
De tre socknarna med sina kyrkor på Fogdön etablerades redan på 1100-talet; Fogdö, Vansö och Helgarö. Både kyrkorna och flera av byarna har namn som slutar på "ö". Det antyder att det tidigare fanns många små öar här när Mälarens vattennivå stod högre. I dag är de tre kyrkorna organisatoriskt samordnade under Vårfruberga-Härads församling.
Namnet Vårfruberga har sitt ursprung på Fogdön i form av ett kloster från 1200-talet, det äldsta i Mellansverige. Ursprungligen låg klostret vid Fogdö kyrka men flyttades sedan till Mälarens strand vid Kungsberg, 3 km nordost Fogdö kyrka. Rester av klostrets murar går att beskåda ännu idag i ett parkområde vid Kungsbergs gård. På den platsen finns också spår efter en medeltida borg.
I det gamla rättsväsendet tillhörde Fogdön Åkers härad med tingsplats vid Åkers kyrka. Det finns också uppgifter som tyder på att Fogdön, ännu längre tillbaka i tiden, har varit ett eget härad med tingsplats vid Fogdö kyrka.
Fogdöns fyra, större herrgårdar Bergshammar, Kungsberg, Hässelbyholm och Edeby har alla tillhört kända adelsmän i Sveriges historia. Ännu idag är herrgårdarna bebodda och fungerar som aktiva jordbruksenheter.
Kungsbergs kungsgård var på 1200-talet en del av Vårfruberga kloster och blev på 1500-talet en statlig så kallad kungsgård. De äldsta kvarvarande byggnaderna är från 1700-talet. Kungsberg ägs fortfarande av staten genom Statens fastighetsverk som arrenderar ut byggnader och jordbruk. Gården drivs ekologiskt. 
Hässelbyholm omtalas som en egendom, också tillhörig Vårfruberga kloster, på 1300-talet. Nuvarande huvudbyggnad restes på 1600-talet, men har senare byggts om. Under en period på 1700-talet hade länsstyrelsen sommarresidens här och ett länsfängelse inrättades i källaren. Hässelbyholm är nu privatägt. Nuvarande ägare är Per Olsson.
Bergshammar omnämns redan på 1300-talet, men nuvarande huvudbyggnad restes på 1700-talet. Här fanns bland annat ett stort privat bibliotek som stegvis har överförts till museer. Bergshammar är privatägt och driver förutom jordbruket också en allmän golfbana. Bergshammar var fram till 1930-talet fideikommiss inom friherrliga ätten Sack och ägs sedan 1938 av släkten Nathanson.
Edeby säteri präglas ännu av den huvudbyggnad som uppfördes 1640 och som restaurerades 1918. Ursprungligen tillhörde även Edeby Vårfruberga kloster. Godset ägs idag av familjen Aschan-Stiernstedt.